# Huskarl

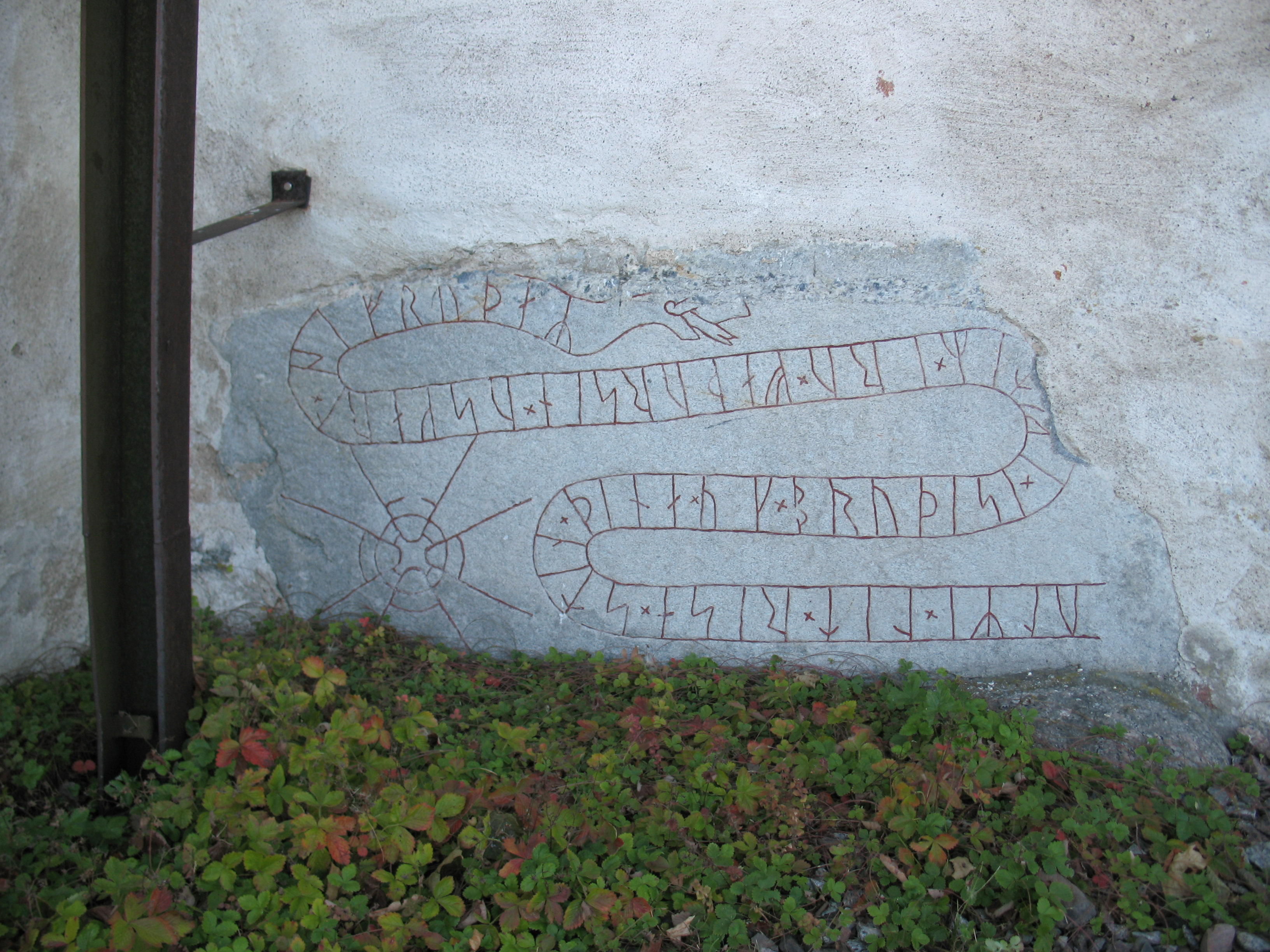
Kamień runiczny w Orkesta pod Sztokholmem honorujący jednego z huskarlów lokalnego władcy.

Huskarlowie (staronord. Húskarlar, dosł. domownicy, l. poj. Húskarl) – anglosaska oraz wikińska straż przyboczna władców. Najbardziej znana jest jako przyboczna straż władcy Danii, Norwegii i Anglii, Kanuta Wielkiego (panującego w latach 1016–1035), początkowo rekrutowanej wyłącznie z wojowników skandynawskich.

## Formacja
Według przekazów była to ciężkozbrojna piechota, uzbrojona w długie topory i drogie miecze. Charakteryzowała się świetnym wyszkoleniem i bitnością. Wzorowana była prawdopodobnie na bizantyńskiej gwardii wareskiej, w której służyło wielu znamienitych skandynawskich i anglosaskich wojowników, a nawet późniejszych królów (m.in. Harald).
Huskarlowie prawdopodobnie byli wyposażani w konie, ale służyły im one wyłącznie do przemieszczania się, a walkę prowadzili pieszo. Byli oni utrzymywani ze skarbu królewskiego.